# توماس ام. بودن
توماس ام. بودن (به انگلیسی: Thomas M. Bowen) سناتور سابق عضو حزب جمهوری‌خواه ایالات متحده آمریکا بود. وی در سال ۱۸۸۳ تا ۱۸۸۹ میلادی سناتور ایالت کلرادو در سنای ایالات متحده آمریکا بود.